# Regulación de armas de fuego en México
La regulación de armas de fuego en México está regida por una legislación que establece las condiciones legales bajo las cuales los integrantes de las fuerzas armadas, los cuerpos de seguridad y los ciudadanos particulares pueden adquirir, poseer y portar armas de fuego. Esta normativa abarca los derechos y restricciones aplicables a diversas personas, incluidos quienes practican la caza y el tiro deportivo, al personal encargado de la protección de bienes y personas (como escoltas, vigilantes de seguridad y empleados de empresas de seguridad privada), así como a individuos con estatus especial, entre ellos diplomáticos, funcionarios públicos y celebridades.
México cuenta con leyes restrictivas en cuanto a la posesión de armas de fuego. Solo existen dos tiendas en todo el país: la Dirección Comercial de Armamento (DCAM), ubicada cerca de la capital, y la Oficina Técnica de Control de Armas (OTCA), en Apodaca, Nuevo León. Además, el proceso legal para adquirir un arma puede tardar varios meses debido a la cantidad de trámites requeridos. Pese a ello, existe la creencia generalizada —aunque errónea— de que las armas de fuego son ilegales en México y que ninguna persona puede poseerlas. Esta idea proviene de la percepción común de que solo los miembros de las fuerzas del orden, las fuerzas armadas o el personal de seguridad armada tienen autorización para portarlas.
Si bien es cierto que México cuenta con leyes estrictas en materia de armas —en las cuales la mayoría de los tipos y calibres están reservados para uso exclusivo del ejército y las corporaciones policiales—, la adquisición y posesión de ciertas armas de fuego y calibres sigue siendo un derecho constitucional para todos los ciudadanos mexicanos y los residentes legales extranjeros, siempre que se cumplan los requisitos y condiciones establecidos por la ley.
El derecho a poseer y portar armas fue reconocido por primera vez como un derecho constitucional en el artículo 10 de la Constitución Mexicana de los Estados Unidos Mexicanos de 1857. Sin embargo, como parte de la Constitución Política de los Estados Unidos Mexicanos de 1917, el artículo 10 fue modificado, y el derecho a poseer y portar armas pasó a tener dos definiciones distintas: el derecho a poseer y el derecho a portar. La nueva versión del artículo 10 especificaba que los ciudadanos tenían derecho a poseer armas (es decir, a tenerlas en propiedad), pero solo podían portarlas (llevarlas consigo) entre la población conforme a lo establecido por los reglamentos de policía. Esta modificación también introdujo el concepto de las armas de uso exclusivo del Ejército, estableciendo que la ley determinaría cuáles armas estarían reservadas para las fuerzas armadas y las corporaciones de seguridad pública, por ser consideradas armas de guerra.
En 1971, el artículo 10 de la actual Constitución fue modificado para limitar el derecho a poseer armas únicamente dentro del domicilio y reservar el derecho a portar armas fuera del hogar quedó restringido a las personas expresamente autorizadas por la ley, como elementos de las fuerzas armadas, corporaciones policiales o personal de seguridad privada armado. Al año siguiente entró en vigor la Ley Federal de Armas de Fuego y Explosivos,  la cual otorgó al gobierno federal el control absoluto sobre la tenencia y portación legal de armas en el país. Esta legislación restringió significativamente el acceso a las armas para los ciudadanos particulares.
Como resultado de estas reformas, portar abiertamente un arma de fuego o llevarla oculta en espacios públicos está prácticamente prohibido para los civiles, a menos que cuenten con una autorización especial expedida por la Secretaría de la Defensa Nacional (SEDENA). Para fines de defensa personal, las armas solo pueden mantenerse dentro del domicilio y deben corresponder al tipo y calibre permitidos por la ley.

## Historia
Las armas de fuego han desempeñado un papel significativo en la historia de México. El país fue fundado a través de luchas armadas, y aunque ha existido un fuerte apego cultural a las armas, también se ha caracterizado por una larga tradición de legislación restrictiva sobre su uso. Durante la Época de Oro del cine mexicano, las películas solían retratar a los protagonistas y antagonistas como vaqueros y charros armados, reflejando una representación cultural de las armas que contrastaban con la regulación legal del país. Este apego cultural difería notablemente del contexto estadounidense, donde el derecho a portar armas está protegido constitucional y ampliamente ejercido. En México, en cambio, la posesión pública de armas va en contra de leyes estrictas, lo que marca una diferencia significativa en las actitudes y normativas de ambos países respecto al armamento civil.
A lo largo de su historia, México ha enfrentado diversos conflictos armados, incluyendo la guerra de independencia contra España, la guerra con Estados Unidos (1846–1848), la intervención francesa (1861–1867), diversos levantamientos indígenas, la Revolución Mexicana (1910–1920) y la Guerra Cristera (1926–1929). Estos eventos consolidaron una relación histórica entre el pueblo mexicano y las armas de fuego.
En 1972, el gobierno federal endureció significativamente la regulación sobre armas al reformar el artículo 10 constitucional y promulgar la Ley Federal de Armas de Fuego y Explosivos. Estas acciones limitaron la posesión legal a pistolas de pequeño calibre, restringiendo severamente la portación fuera del domicilio, clausuraron campos de tiro públicos, cerraron las tiendas privadas de armas y prohibieron la compraventa privada de armamento.
Además, el gobierno ha implementado periódicamente programas de canje de armas, en los que invita a la población a entregar cualquier arma de fuego —registrada o no, legal o ilegal— a cambio de un incentivo económico o víveres, garantizando el anonimato y sin consecuencias legales para quienes participan.

### Legislación histórica
Antes de la Independencia de México, el primer registro oficial de una restricción sobre la posesión de armas se remonta a 1811, durante la Guerra de Independencia de México. Dicha restricción fue impuesta como un intento de frenar la insurgencia por Miguel Hidalgo contra las fuerzas realistas españolas. Posteriormente, la Constitución de la Monarquía Española de 1812, en su artículo 56, y el Decreto Constitucional para la Libertad de la América Mexicana, en su artículo 81, prohibieron la presencia de armas en las reuniones conocidas como vesperías, aunque no limitaron su posesión o portación en otros ámbitos, como el domicilio.
Tras la consumación de la independencia y la instauración del Primer Imperio Mexicano en 1822, el Reglamento Provisional Político del Imperio Mexicano, en su artículo 54, hizo referencia al porte de armas prohibidas. Dos años más tarde, con la creación de los Estados Unidos Mexicanos en 1824, se estableció que ninguna persona podría portar cualquier tipo de arma. Esta inclinación hacia una prohibición total de las armas de fuego surgió como una medida preventiva para evitar futuras insurrecciones armadas que pudieran amenazar a la naciente república. Durante la presidencia de Guadalupe Victoria, que siguió a esta disposición, el país vivió un periodo de cuatro años sin conflictos armados significativos.
Sin embargo, la estabilidad pronto se vería interrumpida. En septiembre de 1828, los resultados de las elecciones presidenciales fueron impugnados por el candidato derrotado, Vicente Guerrero, quien convocó a una revolución. Como consecuencia, el Congreso anuló los comicios y designó a Guerrero como presidente. Luego de asumir el cargo en abril de 1829, el país continuó en un estado de disturbio civil, lo que derivó en su destitución a mediados de diciembre. Antes de concluir ese mismo año, otros dos hombres ocuparon la presidencia de manera interina. Finalmente, Anastasio Bustamante asumió el poder en enero de 1830. Ante la inestabilidad del periodo anterior, el gobierno emitió un mandato que ordenaba a todas las personas que poseyeran armas de forma ilegal entregarlas al Estado, además de prohibir su compraventa o empeño. Entre 1831 y 1835, se promulgaron nuevas disposiciones que invalidaban todas las licencias de armas previamente otorgadas y restringían la emisión de nuevos permisos únicamente a personas consideradas "pacíficas, conocidas y honradas". Asimismo, el proceso para obtener una licencia se volvió significativamente más estricto.
Durante varias décadas de inestabilidad, México volvió a constituirse como una república federal. Dado el papel central que las armas de fuego desempeñaron en el establecimiento de la Segunda República, la Constitución de 1857, en su artículo 10, reconoció por primera vez el derecho de las personas a poseer y portar armas como una garantía constitucional. Ese mismo año, se emitió un mandato que exigía contar con una licencia para portar armas legalmente. En febrero de 1861, el Secretario de Guerra (antecesor de la actual Secretaría de la Defensa Nacional) emitió un aviso reafirmando a los ciudadanos su derecho a poseer y portar armas. El comunicado indicaba que, bajo ninguna circunstancia, los ciudadanos pacíficos y legales podían ser desarmados, salvo en el caso de las armas de uso exclusivo del Ejército. Sin embargo, en diciembre del mismo año, se ordenó la entrega de todas aquellas armas prohibidas por la ley.
En 1893, se promulgó una nueva regulación que distinguía entre el derecho a poseer y el derecho a portar armas. Aunque se reconocía ambos, se estableció que el porte debía realizarse de manera visible y se condicionó la emisión de licencias.
Con el estallido de la Revolución Mexicana, se promulgó la Constitución de 1917, que heredó el artículo 10 de la constitución anterior, pero lo modificó para incluir tres aspectos clave:
1. Se reconoció el derecho de las personas a poseer y portar armas;
2. Se exceptuó de la posesión civil las armas prohibidas por la ley o reservadas para el Ejército; y
3. Se estipuló que el porte público de armas debía sujetarse a las disposiciones legales correspondientes.

Durante la década de 1960, marcada por movimientos antigubernamentales y eventos como la masacre de Tlatelolco (1968), el gobierno del presidente Luis Echeverría, junto con el Congreso, modificó el artículo 10 de la Constitución para adoptar su forma actual, que restringe la posesión de armas al ámbito del domicilio particular. En enero de 1972 se promulgó la Ley Federal de Armas de Fuego y Explosivos, la cual limitó de forma severa la posesión y proliferación legal de armas entre civiles. 
Desde entonces, dicha ley ha sido objeto de múltiples reformas, cada una orientada a endurecer las condiciones para la adquisición legal de armas y aumentar las sanciones por su uso o posesión ilegal.

## Derechos constitucionales
Tres hitos constitucionales definen el derecho a poseer y portar armas en México:

### Constitución de 1857
El derecho a poseer y portar armas fue consagrado por primera vez como una garantía constitucional en el artículo 10 de la Constitución de 1857:
Artículo 10: Todo hombre tiene derecho de poseer y portar armas para su seguridad y legítima defensa. La ley señalará cuáles son las prohibidas y la pena en que incurren los que las portaren.
Este artículo otorgaba a los ciudadanos el derecho de poseer y portar armas tanto en el hogar como en espacios públicos, siempre que fuera con fines de seguridad y legítima defensa. La legislación secundaria definiría cuáles armas estaban prohibidas y las sanciones aplicables.

### Constitución de 1917
Artículo 10: Los habitantes de los Estados Unidos Mexicanos tienen libertad de poseer armas de cualquiera clase, para su seguridad y legítima defensa, hecha excepción de las prohibidas expresamente por la ley y de las que la nación reserve para el uso exclusivo del Ejército, Armada y Guardia Nacional; pero no podrán portarlas en las poblaciones sin sujetarse a los reglamentos de policía...
Este texto mantuvo el reconocimiento del derecho a poseer y portar armas, pero introdujo limitaciones más precisas: las armas reservadas al Ejército quedaron fuera del alcance civil, y el porte público quedó sujeto a los reglamentos de policía locales.

### Reforma del artículo 10 en 1971
Con la reforma de 1971, el artículo 10 adoptó la siguiente redacción:
Artículo 10: Los habitantes de los Estados Unidos Mexicanos tienen derecho a poseer armas en su domicilio, para seguridad y legítima defensa, con excepción de las prohibidas por la ley federal y de las reservadas para el uso exclusivo del Ejército, Armada, Fuerza Aérea y Guardia Nacional. La ley federal determinará los casos, condiciones, requisitos y lugares en que se podrá autorizar a los habitantes la portación de armas.
Esta reforma restringió el derecho a poseer armas exclusivamente al interior del domicilio y transformó el derecho a portar armas en un privilegio sujeto a autorización específica por parte del Estado. Asimismo, con ella se promulgó la Ley Federal de Armas de Fuego y Explosivos, que limitó el acceso legal a armas de bajo calibre y reservó los tipos y calibres de mayor capacidad para el uso gubernamental (policía, ejército y otras fuerzas armadas).

## Licencias y legislación

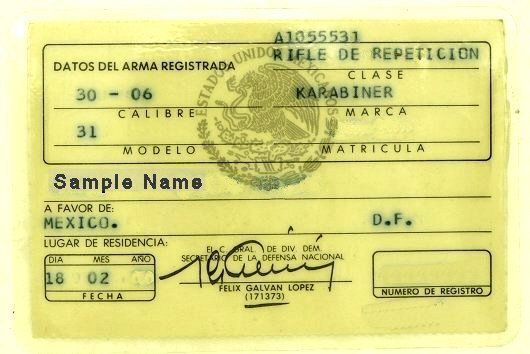
Permiso mexicano para la portación de armas de fuego

La autoridad encargada del control de las armas de fuego en México es el Poder Ejecutivo Federal a través de la Secretaría de Gobernación (SEGOB) y la Secretaría de la Defensa Nacional (SEDENA), esta última responsable de expedir las licencias y de dirigir la Dirección General del Registro Federal de Armas de Fuego y Control de Explosivos (DGRFAFyCE).
La Ley Federal de Armas de Fuego y Explosivos es una ley del Congreso ley del Congreso de la Unión y el marco legal que regula la proliferación legal de armas de fuego en el país, incluyendo su importación, fabricación, venta, compra, propiedad y posesión.
El Reglamento de la Ley Federal de Armas de Fuego y Explosivos es un marco legal adicional que regula las armas de fuego.

### Derecho a poseer armas
En cuanto al derecho a poseer armas, el Título II, Capítulo II, Artículo 15 de la Ley Federal de Armas de Fuego y Explosivos establece:
En el domicilio se podrán poseer armas para la seguridad y defensa legítima de sus moradores. Su posesión impone el deber de manifestarlas a la Secretaría de la Defensa Nacional, para su registro.
En virtud de esta cláusula, los ciudadanos tienen derecho a poseer armas de fuego del tipo y calibre permitidos por la ley para su seguridad y defensa únicamente dentro de su domicilio.
Además, un lugar de negocios o empleo no está cubierto por esta disposición a menos que el lugar de negocios sea el mismo que el lugar de residencia (negocio en casa) y por lo tanto es ilegal mantener o portar un arma de fuego en un lugar de negocios, incluso si el negocio es propiedad del propietario legítimo registrado del arma a menos que la licencia apropiada para portar fuera del hogar sea emitida por la SEDENA.

### Derecho a portar armas
En cuanto al derecho a portar armas (llevarlas más allá del domicilio), el Título II, Capítulo III, Artículo 24 de la Ley Federal de Armas de Fuego y Explosivos establece:
Para portar armas se requiere la licencia respectiva. Los miembros del Ejército, Armada y Fuerza Aérea quedan exceptuados de lo anterior, en los casos y condiciones que señalen las leyes y reglamentos aplicables. Los integrantes de las instituciones policiales, federales, estatales, de la Ciudad de México, municipales y alcaldías, así como de los servicios privados de seguridad, podrán portar armas en los casos, condiciones y requisitos que establecen la presente Ley y las demás disposiciones legales aplicables.
En virtud de esta cláusula, sólo los ciudadanos a los que se ha concedido un permiso de portación pueden llevar legalmente un arma de fuego fuera de su domicilio. Aparte de los militares y los miembros de las fuerzas del orden, estos permisos sólo se conceden a las personas que reúnen los requisitos necesarios, como las empleadas en empresas de seguridad privada, las que viven en zonas rurales o las que pueden ser objeto de delitos (políticos, funcionarios públicos y ciudadanos adinerados).

### Tipos de armas de fuego permitidas
Respecto a qué tipo de armas de fuego están permitidas, el Título II, Capítulo I, Artículo 9 de la Ley Federal de Armas de Fuego y Explosivos señala:

Pueden poseerse o portarse, en los términos y con las limitaciones establecidas por esta Ley, armas de las características siguientes:
1. Pistolas de funcionamiento semi-automático de calibre no superior al .380 (9mm.), quedando exceptuadas las pistolas calibres .38 Super y .38 Comando, y también en calibres 9 mm. las Mausser, Luger, Parabellum y Comando, así como los modelos similares del mismo calibre de las exceptuadas, de otras marcas.
2. Revólveres en calibres no superiores al .38 Especial, quedando exceptuado el calibre .357 Magnum. Los ejidatarios, cumuneros y jornaleros del campo, fuera de las zonas urbanas, podrán poseer y portar con la sola manifestación, un arma de las ya mencionadas, o un rifle de calibre .22, o una escopeta de cualquier calibre, excepto de las de cañón de longitud inferior a 635 mm. (25), y las de calibre superior al 12 (.729 ó 18. 5 mm.).
3. Las que menciona el artículo 10 de esta Ley
4. Las que integren colecciones de armas, en los términos de los artículos 21 y 22.

El artículo 10 de la Ley Federal de Armas de Fuego y Explosivos señala:

Las armas que podrán autorizarse a los deportistas de tiro o cacería, para poseer en su domicilio y portar con licencia, son las siguientes:
1. Pistolas, revólveres y rifles calibre .22, de fuego circular.
2. Pistolas de calibre .38 con fines de tiro olímpico o de competencia.
3. Escopetas en todos sus calibres y modelos, excepto las que tengan una longitud de cañón inferior a 25 pulgadas y calibres superiores al 12.
4. Escopetas en todos sus calibres y modelos, excepto las de cañón de longitud inferior a 635 mm. (25), y las de calibre superior al 12 (.729 ó 18. 5 mm.).
5. Rifles de alto poder, de repetición o de funcionamiento semi-automático, no convertibles en automáticos, con la excepción de carabinas calibre, 30”, fusil, mosquetones y carabinas calibre .223”, 7 y 7. 62 mm. y fusiles Garand calibre .30”.
6. Rifles de alto poder de calibres superiores a los señalados en el inciso anterior, con permiso especial para su empleo en el extranjero, en cacería de piezas mayores no existentes en la fauna nacional.
7. Las demás armas de características deportivas de acuerdo con las normas legales de cacería, aplicables por las Secretarías de Estado u Organismos que tengan injerencia, así como los reglamentos nacionales e internacionales para tiro de competencia.

En virtud de estos dos artículos, los ciudadanos particulares están generalmente restringidos a pistolas semiautomáticas o revólveres de un calibre no superior al .380 (para defensa doméstica), rifles no superiores al .22 y escopetas no superiores al calibre 12 (caza y tiro cuando se es miembro de un club). Todo lo que supere esos calibres se considera de uso exclusivo de los militares y está estrictamente prohibido para la posesión civil, según se define en el artículo 11 de la Ley Federal de Armas de Fuego y Explosivos. Sólo los ciudadanos con permisos de coleccionista pueden estar autorizados a poseer armas de fuego fuera de las permitidas para la propiedad civil.

### ¿Cuántas armas de fuego se pueden poseer?
Según la Ley Federal de Armas de Fuego y Explosivos actualizada, no existe un límite específico en cuanto a la cantidad de armas que un ciudadano puede poseer. A diferencia de versiones anteriores, la ley actual no establece un número máximo de armas que una persona puede registrar. Sin embargo, la Secretaría de la Defensa Nacional (SEDENA) regula este aspecto a través de disposiciones administrativas, determinando que solo se autoriza la posesión de hasta un máximo de nueve rifles largos y una pistola para actividades de caza o tiro deportivo. En el caso de personas no afiliadas a clubes de caza o tiro, solo se les autoriza una pistola para defensa personal.
Por lo tanto, aunque la ley no impone un límite explícito, las regulaciones de la SEDENA establecen restricciones claras para la posesión de armas para actividades recreativas y de defensa. De acuerdo con el Artículo 60 del Reglamento de la Ley, las personas que posean un permiso general para la posesión y el transporte de armas deben cumplir con las disposiciones relativas a la cantidad de armas que pueden poseer .

### Transporte de armas de fuego
En cuanto a las personas o entidades que posean permisos generales para realizar actividades relacionadas con armas, estos tienen la autorización para transportarlas dentro del territorio nacional. Sin embargo, el transporte debe cumplir con las leyes y disposiciones correspondientes, que incluyen medidas de seguridad especificadas en los permisos otorgados por la Secretaría de la Defensa Nacional. Además, las personas en tránsito que ingresen al país no pueden portar armas ni adquirirlas sin la licencia o permiso adecuado. El Artículo 60 de la ley establece que los permisos generales incluyen la autorización para el transporte de armas y materiales, pero los tenedores deben cumplir con las regulaciones correspondientes, mientras que el Artículo 64 señala que el Servicio Postal Mexicano debe exigir el permiso adecuado cuando acepte envíos relacionados con armas.
Los permisos generales para cualesquiera de las actividades reguladas en este título, incluyen la autorización para el transporte dentro del territorio nacional, de las armas, objetos y materiales que amparen, pero sus tenedores deberán sujetarse a las leyes, reglamentos y disposiciones relativos.
Quienes pertenezcan a clubes de caza y/o tiro y mantengan armas de fuego registradas para tales efectos, deberán mantener un permiso vigente (renovable cada año) para retirar las armas desde su domicilio hasta el lugar de las actividades correspondientes. Incluso quienes se mudan a un nuevo domicilio no sólo deben notificar a la SEDENA el cambio de domicilio sino que también deben obtener un permiso para transportar el arma de la residencia actual a la nueva. Sin el permiso de transporte apropiado, es ilegal transportar un arma de fuego fuera del hogar en su persona o vehículo, incluso si está registrada legalmente, descargada y en un contenedor cerrado. 

### Importación de armas de fuego a México

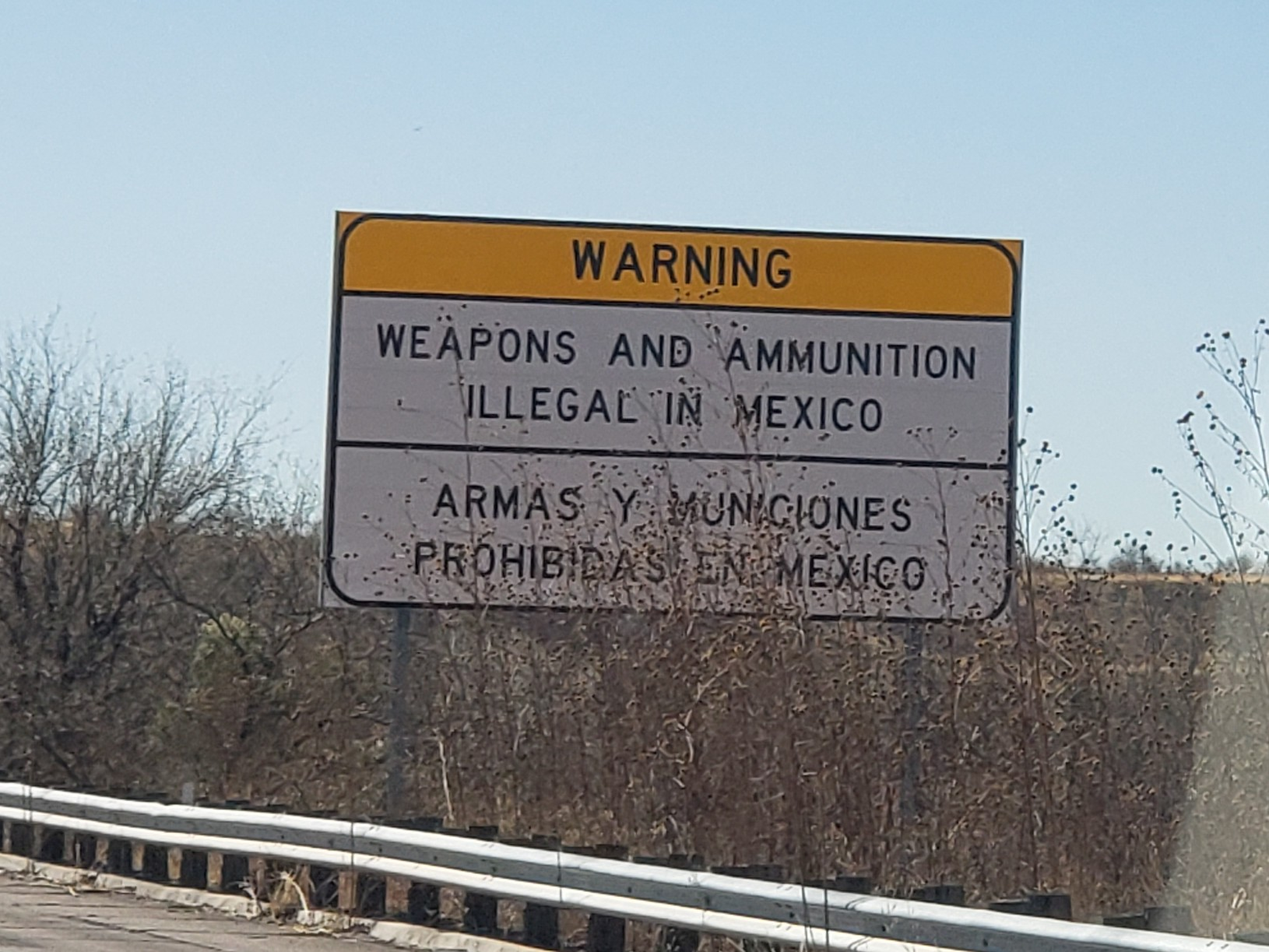
Cartel en Nogales, Arizona, advirtiendo sobre ingreso de armas a México.

Como ya se ha mencionado antes, los ciudadanos mexicanos, así como los residentes legales con estancia permanente, pueden solicitar autorización para importar un arma de fuego destinada a la legítima defensa en el hogar o para actividades deportivas, siempre que se trate de tipos y calibres permitidos. La autorización debe tramitarse ante la SEDENA antes del ingreso al país, y el arma debe haber sido adquirida legalmente en el extranjero.
El Departamento de Estado de los Estados Unidos advierte que introducir armas o municiones a México sin autorización previa es ilegal, incluso si se trata de un solo cartucho. Esta infracción puede conllevar sanciones penales severas.
El artículo 83 de la Ley Federal de Armas de Fuego y Explosivos establece penas de cinco a treinta años de prisión y de cien a quinientos días multa a quien introduzca al país armas, municiones, explosivos u objetos relacionados sin el permiso correspondiente.
Licencias de portación
Existen diferentes tipos de licencias que autorizan la portación legal de armas de fuego en México, según el uso previsto y el perfil del solicitante:
- La licencia particular permite portar un arma con fines de seguridad personal, siempre que se justifique el riesgo por actividad u ocupación.
- La licencia oficial colectiva se otorga a instituciones públicas y privadas como cuerpos policiacos o empresas de seguridad.
- La licencia para actividades deportivas autoriza la portación durante traslados hacia campos de tiro o zonas de caza, y requiere la afiliación a un club registrado ante la SEDENA.

Cada tipo de licencia tiene condiciones específicas y debe tramitarse con base en los requisitos establecidos por la ley.

## Procedimientos legales para poseer un arma de fuego
Para registrar legalmente un arma de fuego en México, el solicitante debe:
- Tener al menos 18 años.
- Presentar identificación oficial y comprobante de domicilio.
- No contar con antecedentes penales.
- Declarar por escrito el motivo de posesión (defensa, caza, tiro deportivo, competencia o colección).
- Proporcionar los datos del arma: tipo, modelo, fabricante, calibre y número de serie.

El trámite debe completarse dentro de los 30 días posteriores a la adquisición. En caso de herencia, el arma también debe registrarse formalmente.
La ley permite la posesión de armas con fines de colección, bajo autorización de la SEDENA. Se pueden registrar múltiples armas de distintos calibres o mecanismos, siempre que su uso sea exclusivamente histórico, cultural o recreativo. Las armas de colección no pueden ser portadas ni utilizadas con fines defensivos.
El registro de un arma no equivale a una licencia de portación. Para transportarla fuera del domicilio se requiere un permiso de transporte o portación, sujeto a condiciones específicas.

### Documentación necesaria para tramitar la licencia
La licencia particular permite a personas físicas portar un arma con fines de seguridad personal. Para obtenerla, el solicitante debe presentar:
- Solicitud conforme al formato oficial.
- Carta de modo honesto de vivir, firmada por el empleador o por la autoridad local correspondiente.
- Cartilla del servicio militar nacional liberada (para hombres) o acta de nacimiento certificada (para mujeres).
- Certificado médico de no impedimento físico.
- Certificado médico-psicológico, con resultados de pruebas aplicadas.
- Carta de antecedentes no penales.
- Certificado de no consumo de drogas, con resultados de laboratorio.
- Comprobante de domicilio vigente (no mayor a seis meses).

El trámite puede realizarse presencialmente en la Dirección General de Armas de Fuego y Control de Explosivos (Ciudad de México) o enviando la documentación por paquetería.

## Milicia
La legislación mexicana no reconoce la existencia de milicias civiles armadas. La defensa nacional es responsabilidad exclusiva del Estado. Según el artículo 4.º de la Ley Orgánica del Ejército y Fuerza Aérea Mexicanos, las Fuerzas Armadas están integradas por:
I. Los mexicanos por nacimiento que no adquieran otra nacionalidad y presten servicio en las instituciones armadas de tierra y aire.
II. Los recursos que la Nación pone a su disposición.
III. Edificios e instalaciones.
A diferencia de países como Estados Unidos, donde la Segunda Enmienda reconoce a las milicias como parte del sistema de defensa, en México cualquier grupo armado civil que opere fuera del control del Estado es considerado ilegal.